# Biserica Sfântul Mare Mucenic Teodor Tiron din Obârșia-Cloșani

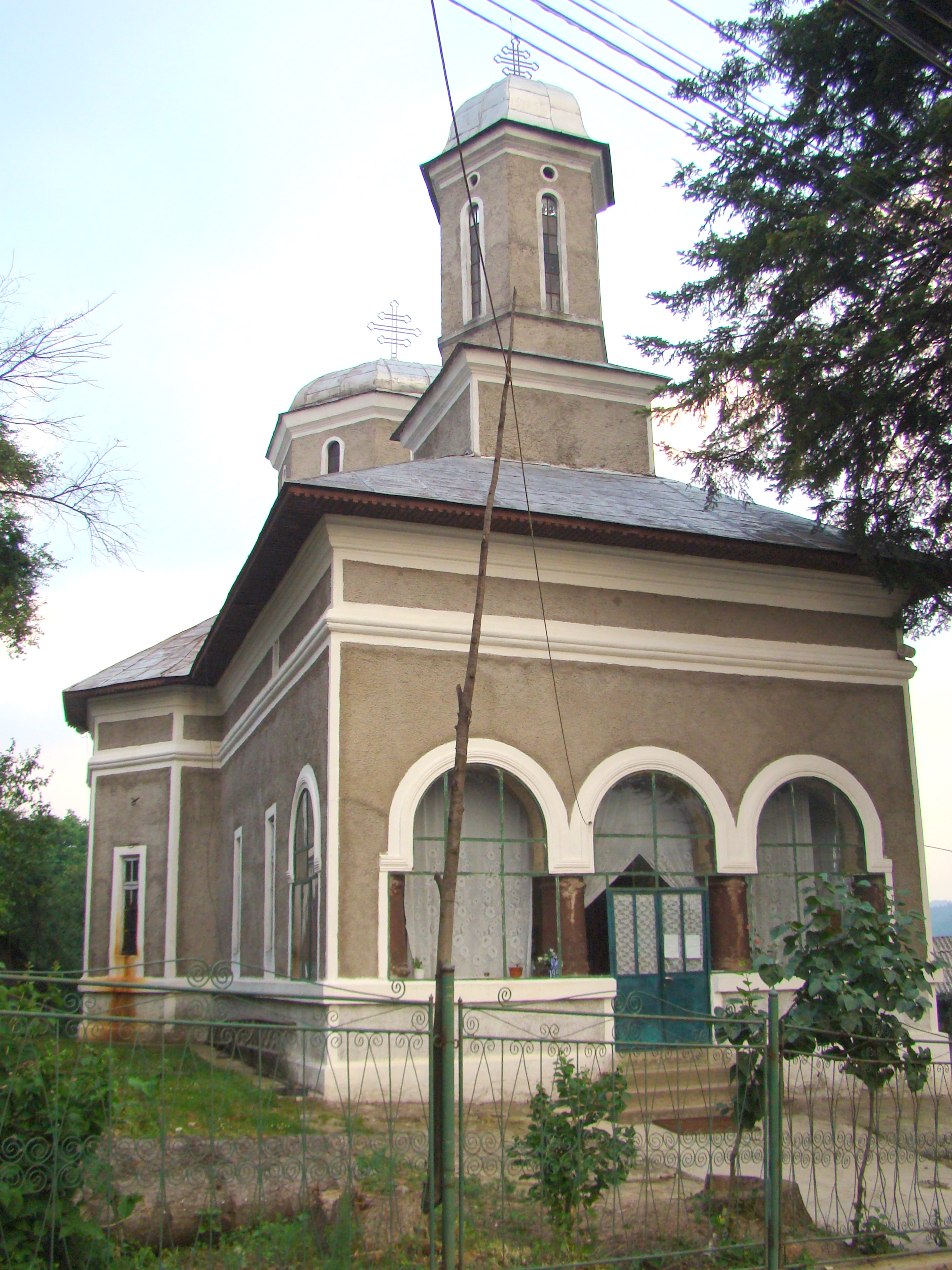
Biserica „Sfântul Mare Mucenic Teodor Tiron” din Obârșia-Cloșani, județul Mehedinți, foto: iunie, 2010.

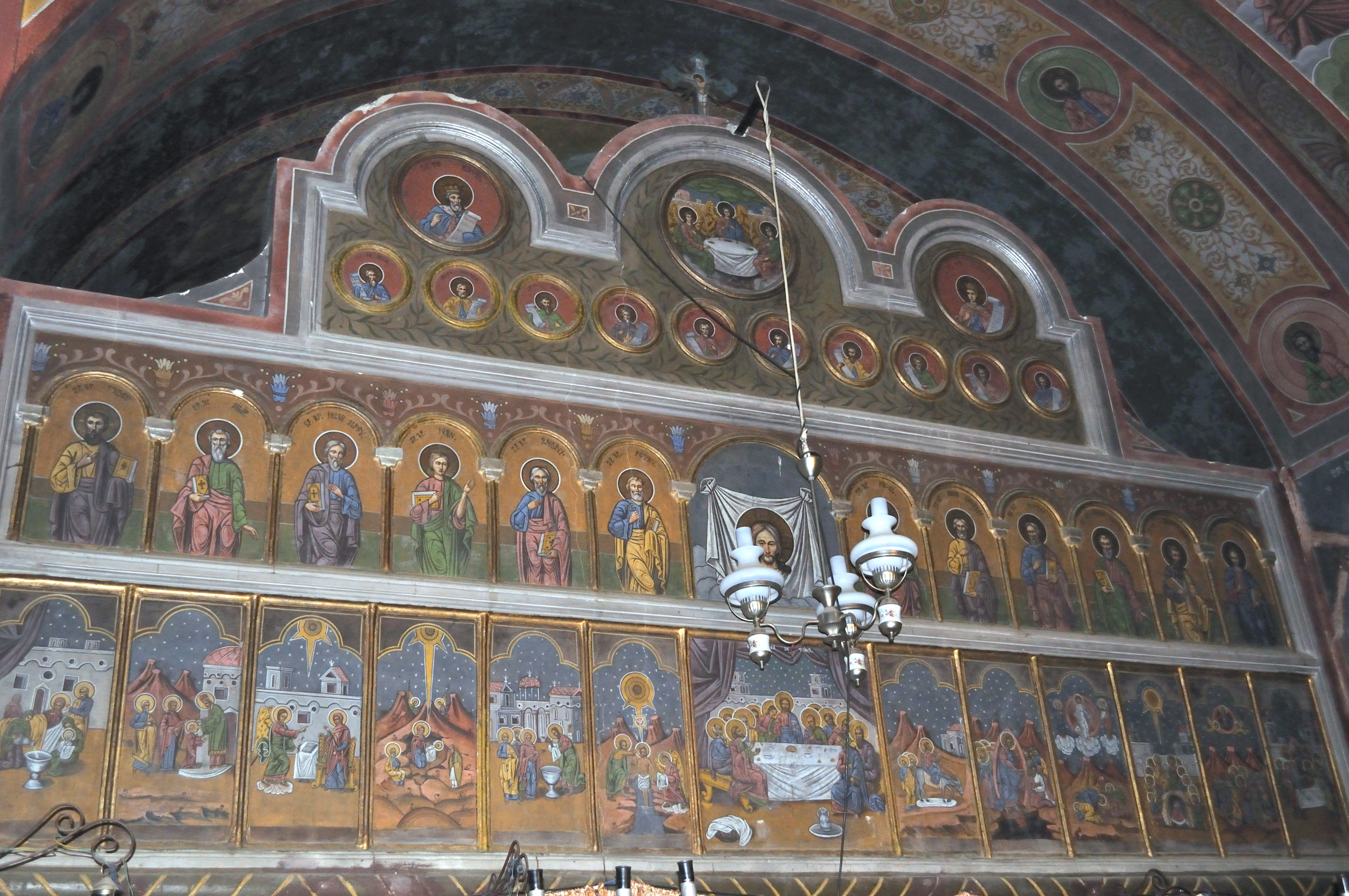
Catapeteasma

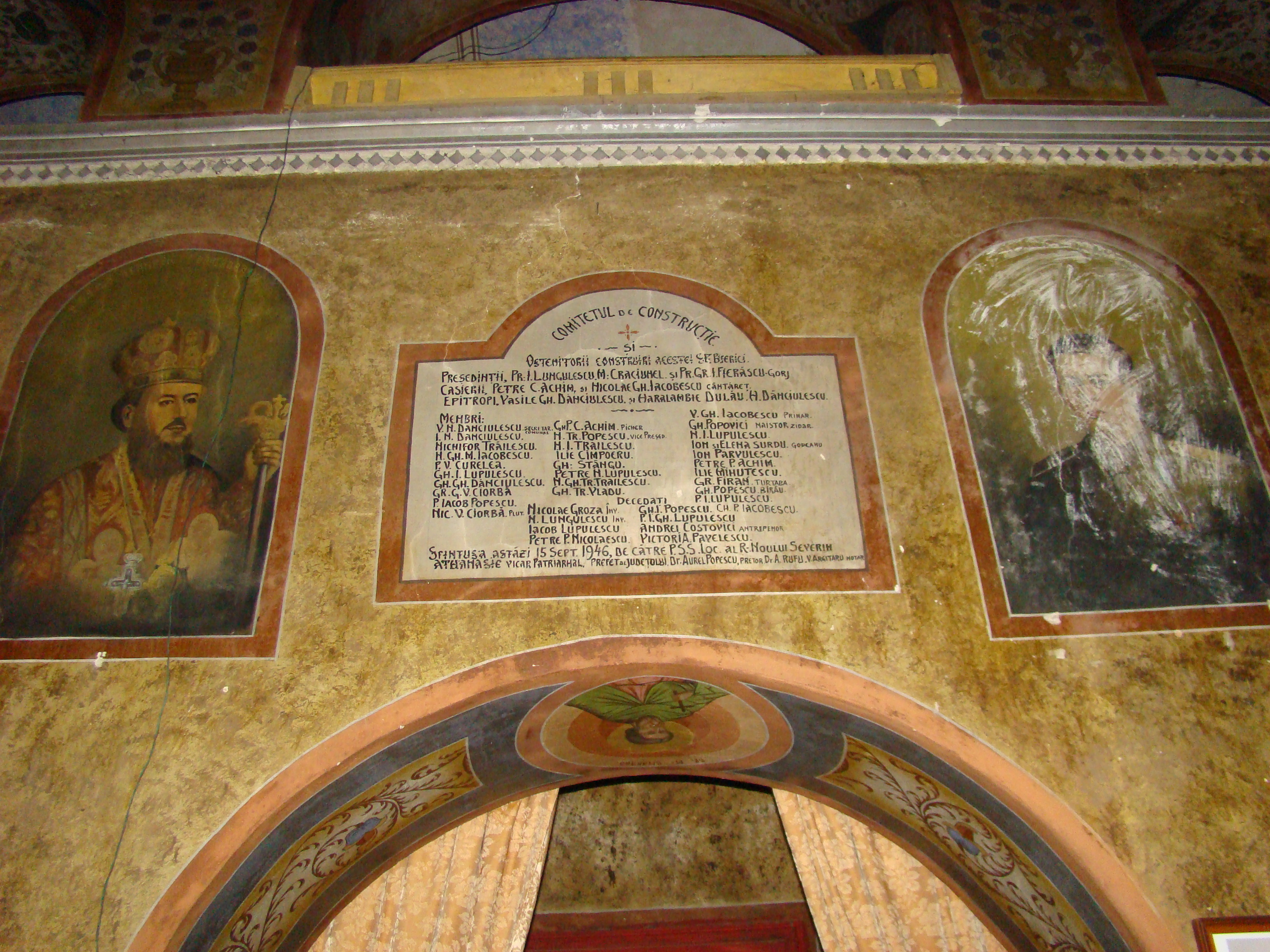
Comitetul de construcție încadrat în partea dreaptă de portretul regelui Mihai, vandalizat de legionari

Biserica „Sfântul Mare Mucenic Teodor Tiron” din Obârșia-Cloșani este una dintre cele mai frumoase biserici de zid mehedințene. Temeliile au fost puse în 1936 și până toamna s-a și acoperit. La realizarea ei a participat tot poporul obârșean, care s-a organizat în echipe („caprării”), cărând nisipul și piatra, lucrând zi și noapte cu brațele, spatele, cu caii și căruțele. Toți au fost mânați de dorința de a vedea zidurile bisericii înălțându-se solid spre cer. În vremurile de astăzi construcția poate părea un lucru obișnuit, dar pentru acele timpuri, când localitatea era aroape izolată, era un proiect îndrăzneț. Antreprenorul lucrărilor de zidărie a fost bătrânul Andrei Costovici, care și-a depus toate cunoștințele și talentul, ivind o construcție solidă și impunătoare. Lucrarea nu a suferit nimic în urma cutremurelor din noiembrie 1940 și martie 1977.
Clădirea s-a făcut în curtea bisericii vechi de lemn. Acea biserică a fost construită conform unei tradiții, din inițiativa unei văduve-Obârșanca-prin colectă de bani chiar și de la „Țarigrad”. Personal a donat clopotul. „Obârșanca” a inițiat și sprijinit construirea primei biserici pentru răscumpărarea păcatului de a fi participat la omorârea unor turci care jecmăneau poporul. Prestolul bisericii vechi a fost acolo unde în prezent este un brad, cam în dreptul ușii de ieșire din altarul bisericii noi. Această bisericuță din lemn obârșenii au donat-o, în anul 1946, satului vecin Godeanu, care era lipsit de un lăcaș de închinare, cărând-o cu toate odoarele și donând cherestea pentru refacere.
Lucrările au stagnat, din cauza războiului, până în 1943, când au fost reluate amenajându-se Sfântul Prestol. Împodobirea cu pictură s-a făcut de către Gheorghe Bărbulescu din Tismana și Matei Sulea din Peștișani, sub directa conducere și supraveghere a pictorului C.Bogdan, inspector al artelor pentru Banat. Pictura a fost realizată în ulei, după tradiția iconarilor bizantini și greci, utilizând culori discrete, după toate canoanele Sfintei Biserici Ortodoxe. Tâmplăria a fost realizată de către Sabin Doandeș din Proitești. Sfintele odoare s-au procurat de la depozitul Ionescu din Craiova cu bani obținuți în urma unei subscripții publice organizate cu aprobarea guvernului de atunci. S-au înregistrat peste 20000 de recipise și liste de subscripție în valoare de câteva milioane de lei. Cu strângerea și folosirea cu rost a acestei colecte s-a ostenit preotul paroh de atunci Grigore Fierescu-Gorj. Clopotnița pe schelet din lemn s-a construit în anul 1946.
Primul cimitir al satului a fost în locul „Cracul Munceiului” și era numit „gropiște”. După numai câteva înmormântări, cimitirul s-a mutat pe coasta din fața bisericii până la Râpi. Primul înmormântat în cimitirul actual a fost Dumitrașcu Dănciulescu, un pandur al lui Tudor Vladimirescu. 
Biserica a fost sfințită în ziua de 15 septembrie 1946 de către marele ecleziah Teofil Niculescu însoțit de arhidiaconul Sacerdoțeanu cu participarea doctorului Aurel Popescu din Turnu Severin.

## Galerie de imagini

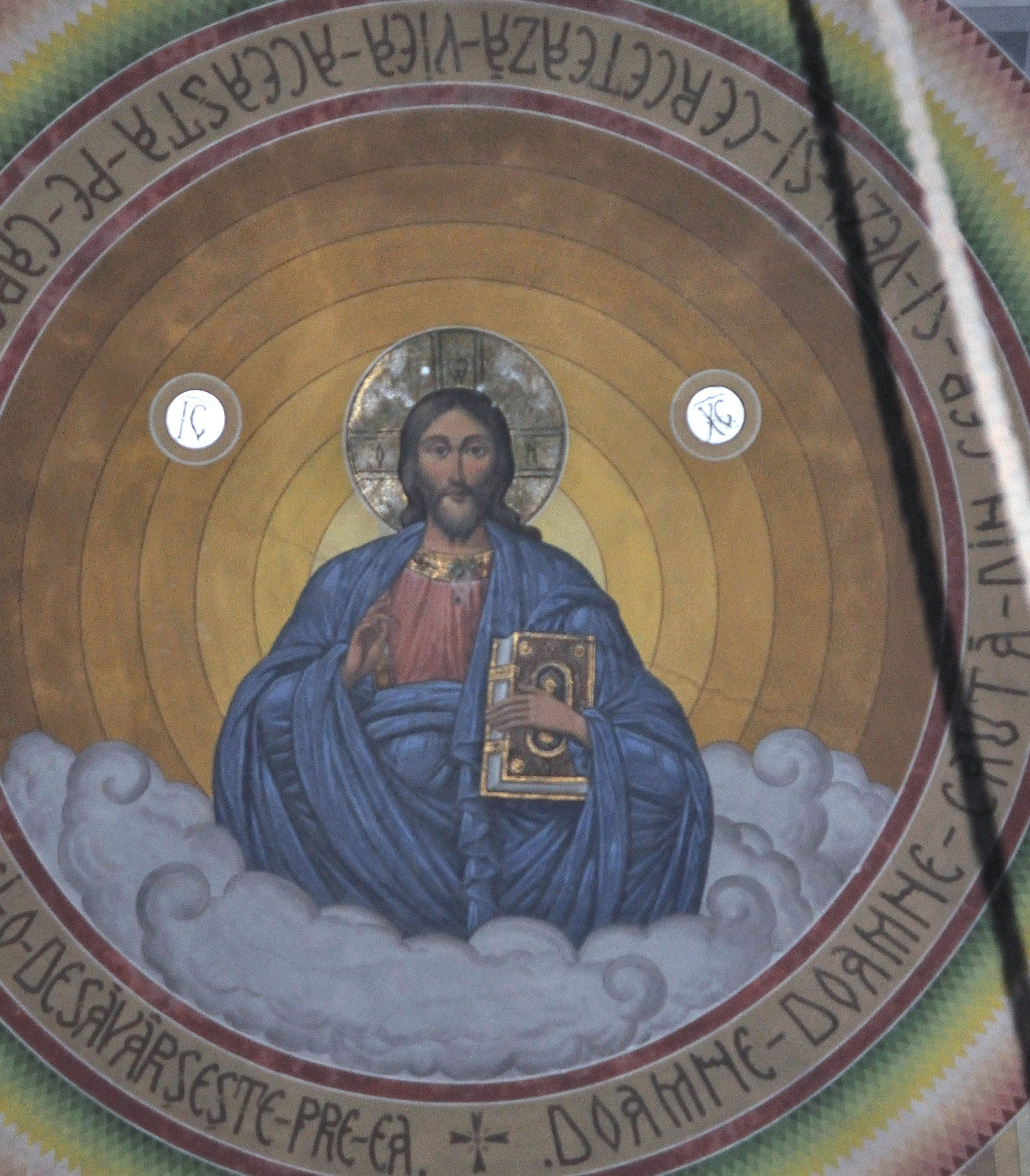
Pantocratorul
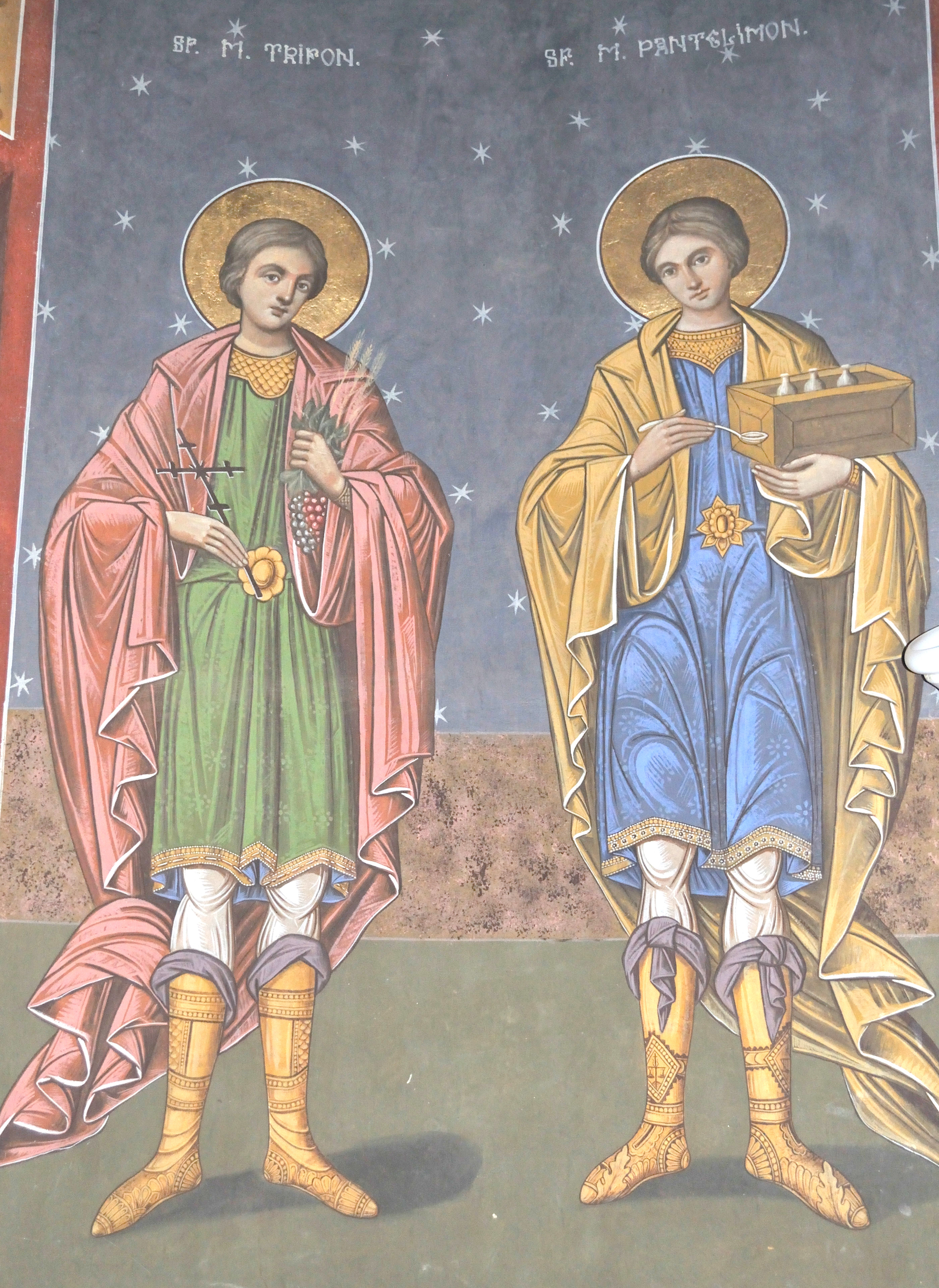
Sfinții mucenici
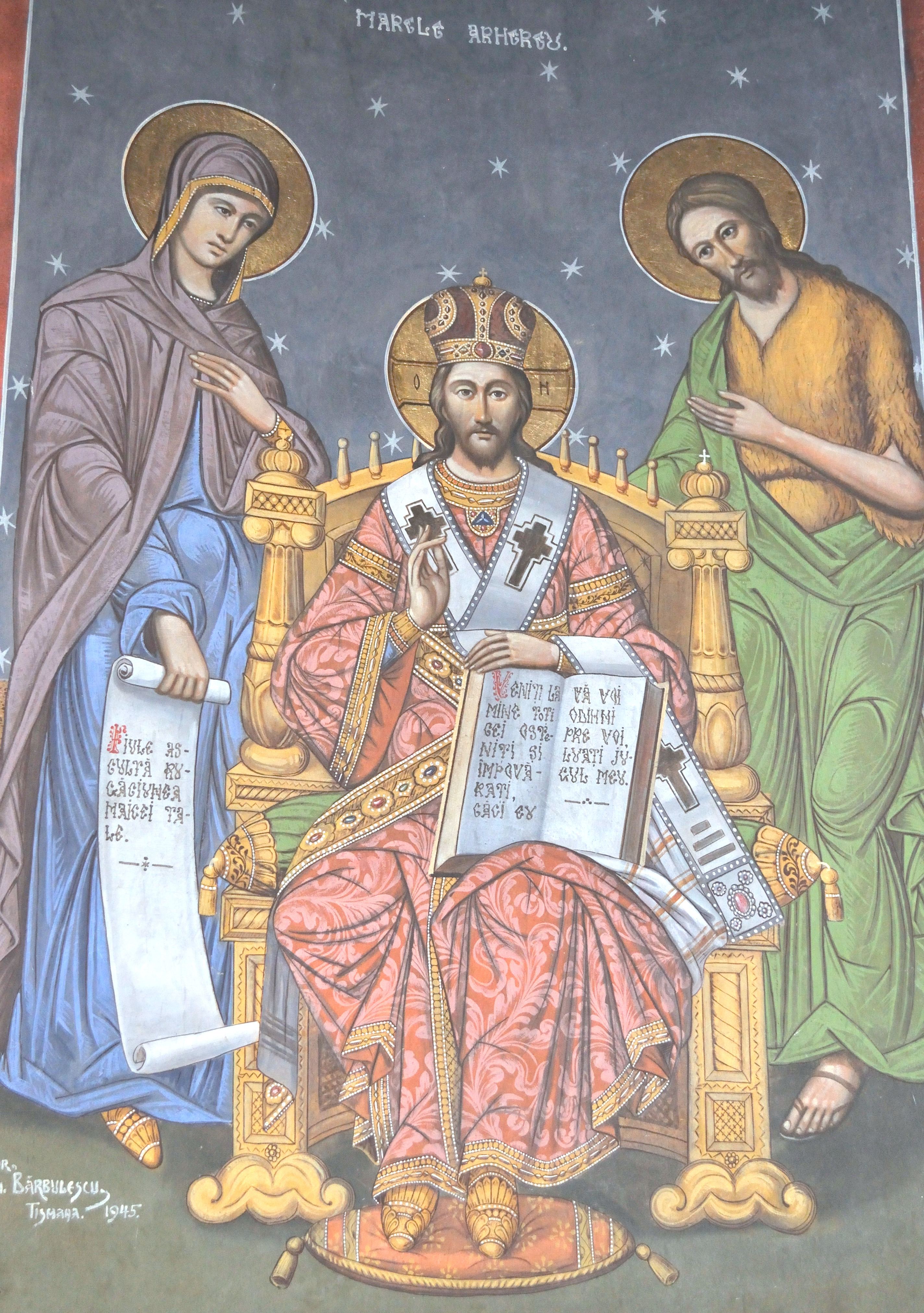
Marele arhiereu
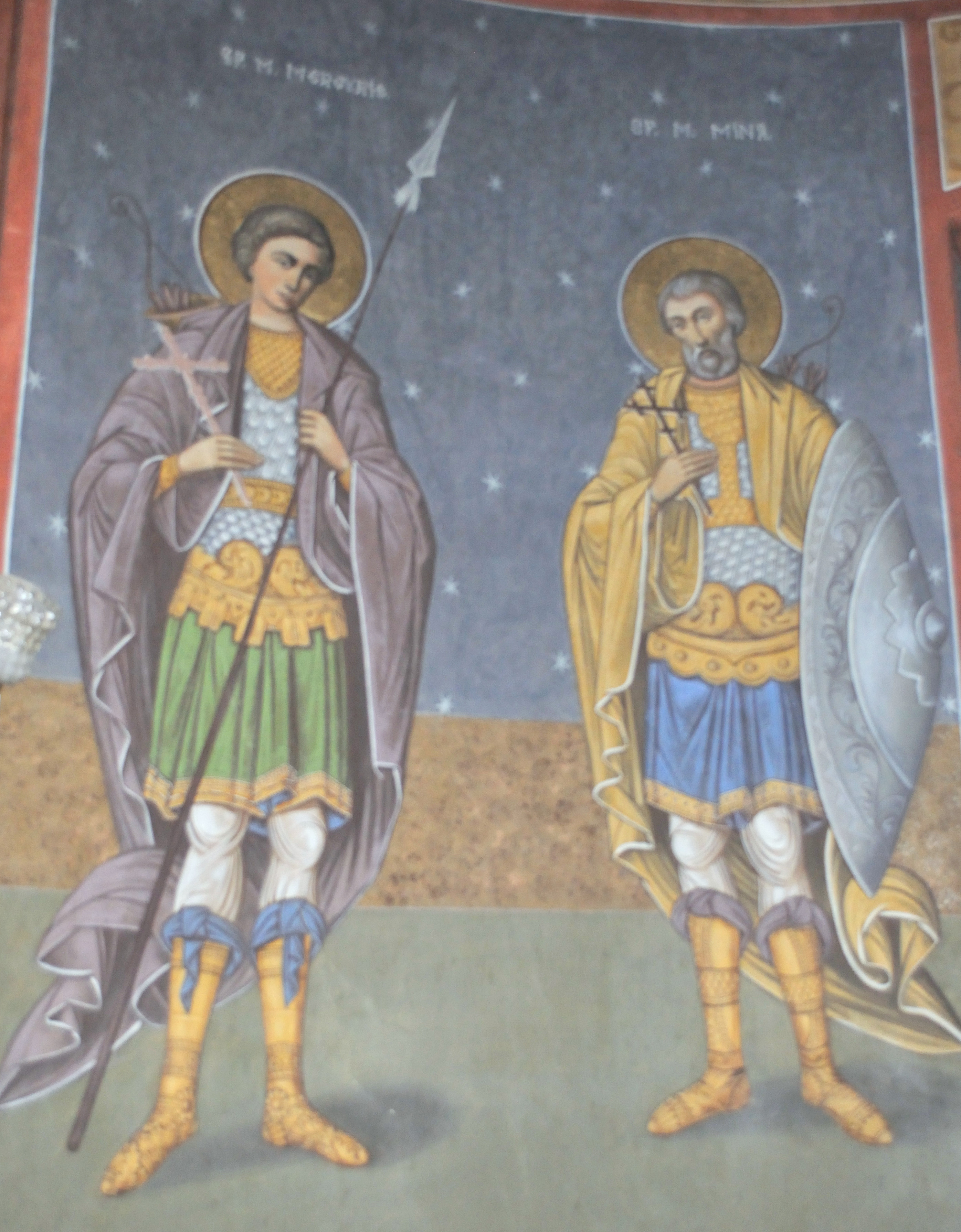
Sfinții mucenici
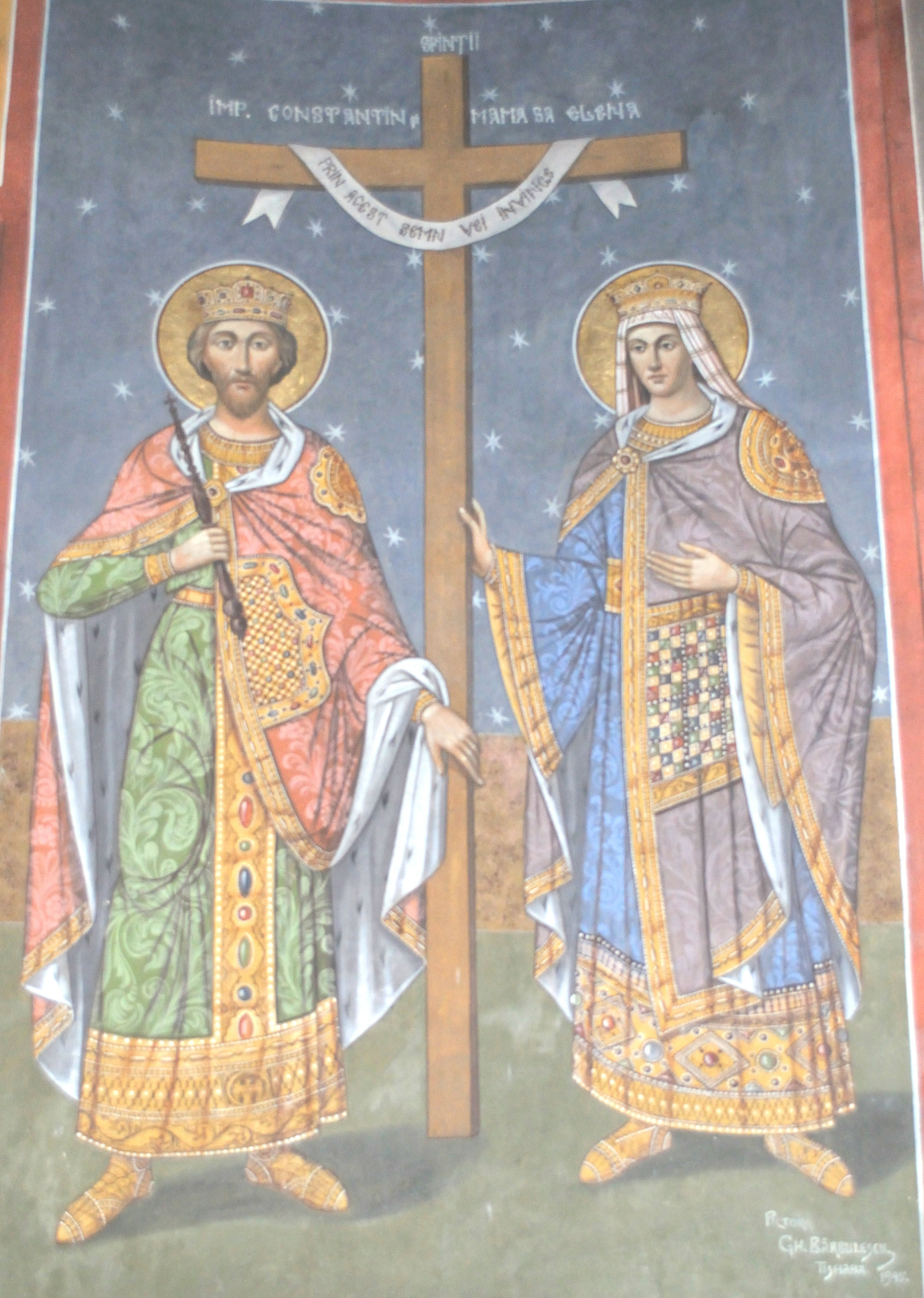
Sfinții împărați Constantin și Elena
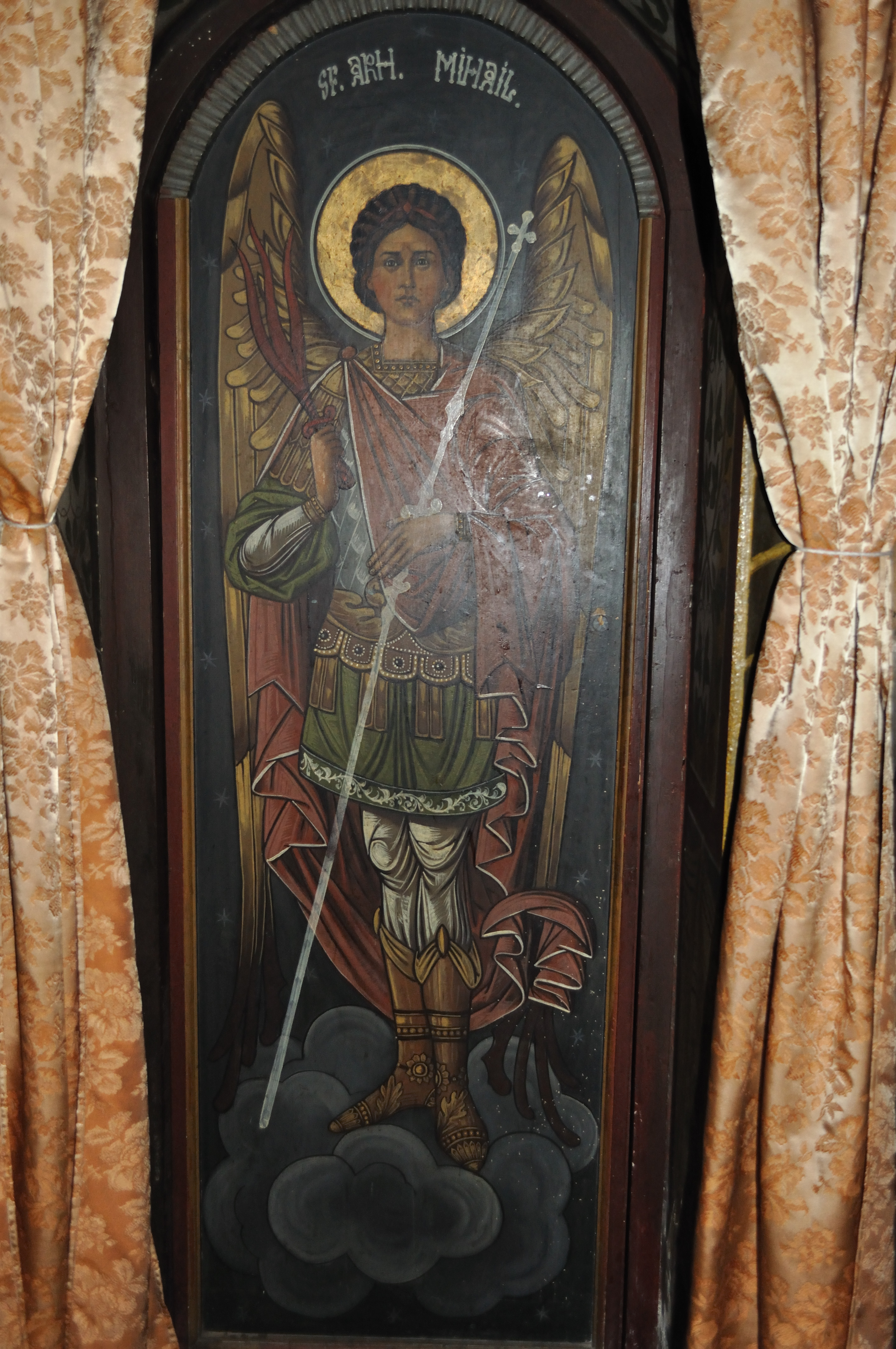
Ușă diaconească „Arhanghelul Mihail”
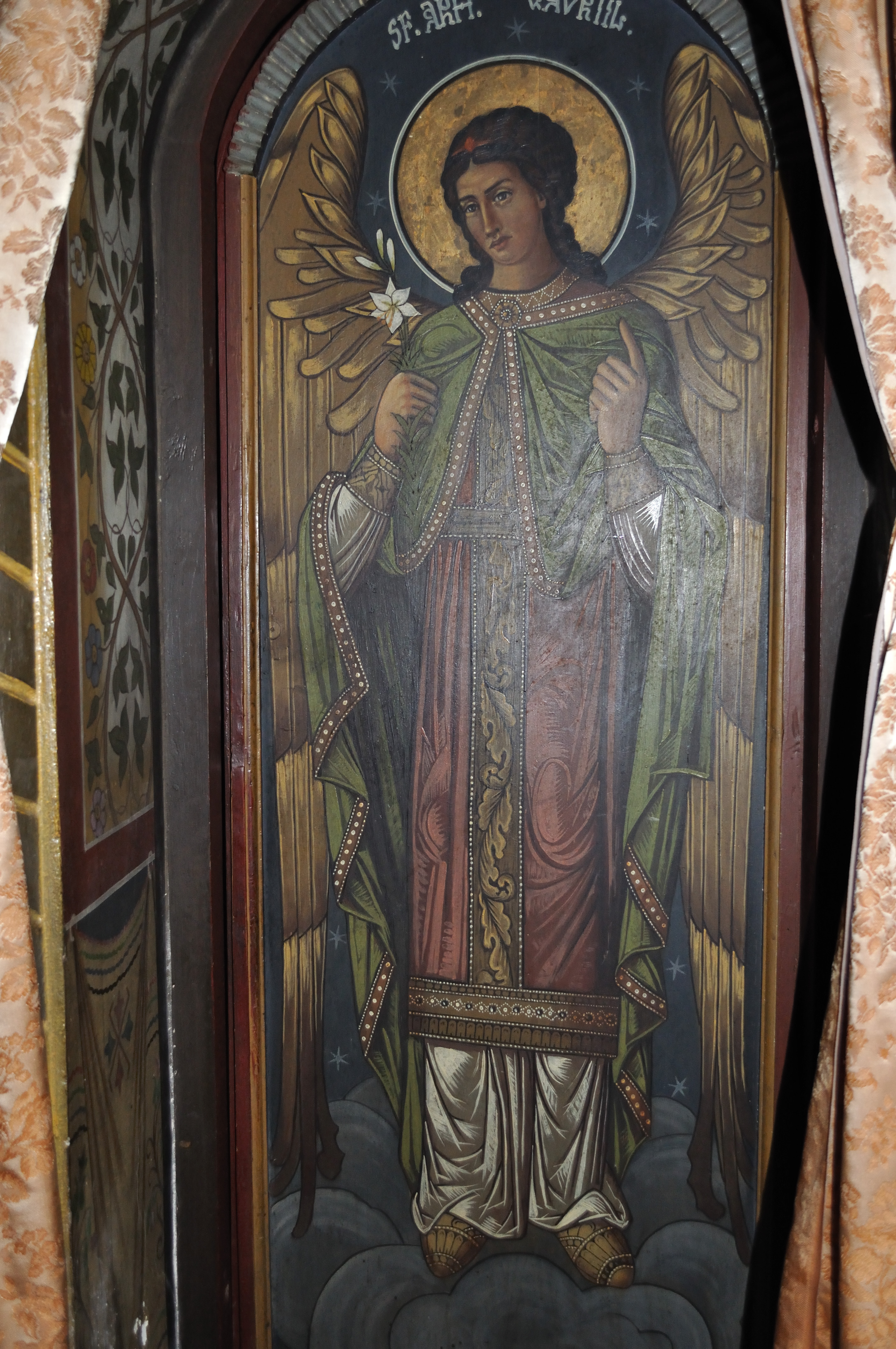
Ușă diaconească „Arhanghelul Gavril”
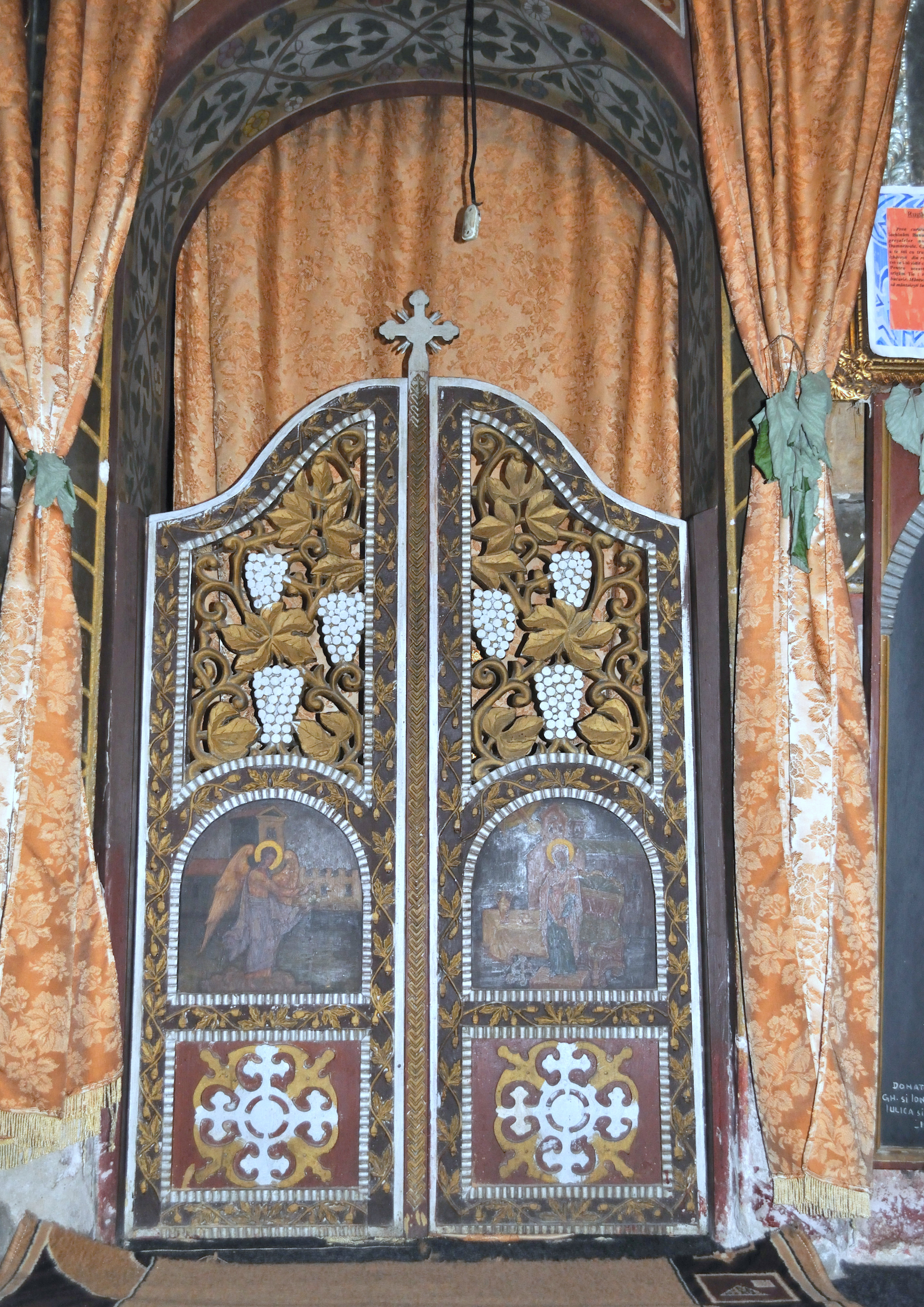
Ușile împărătești
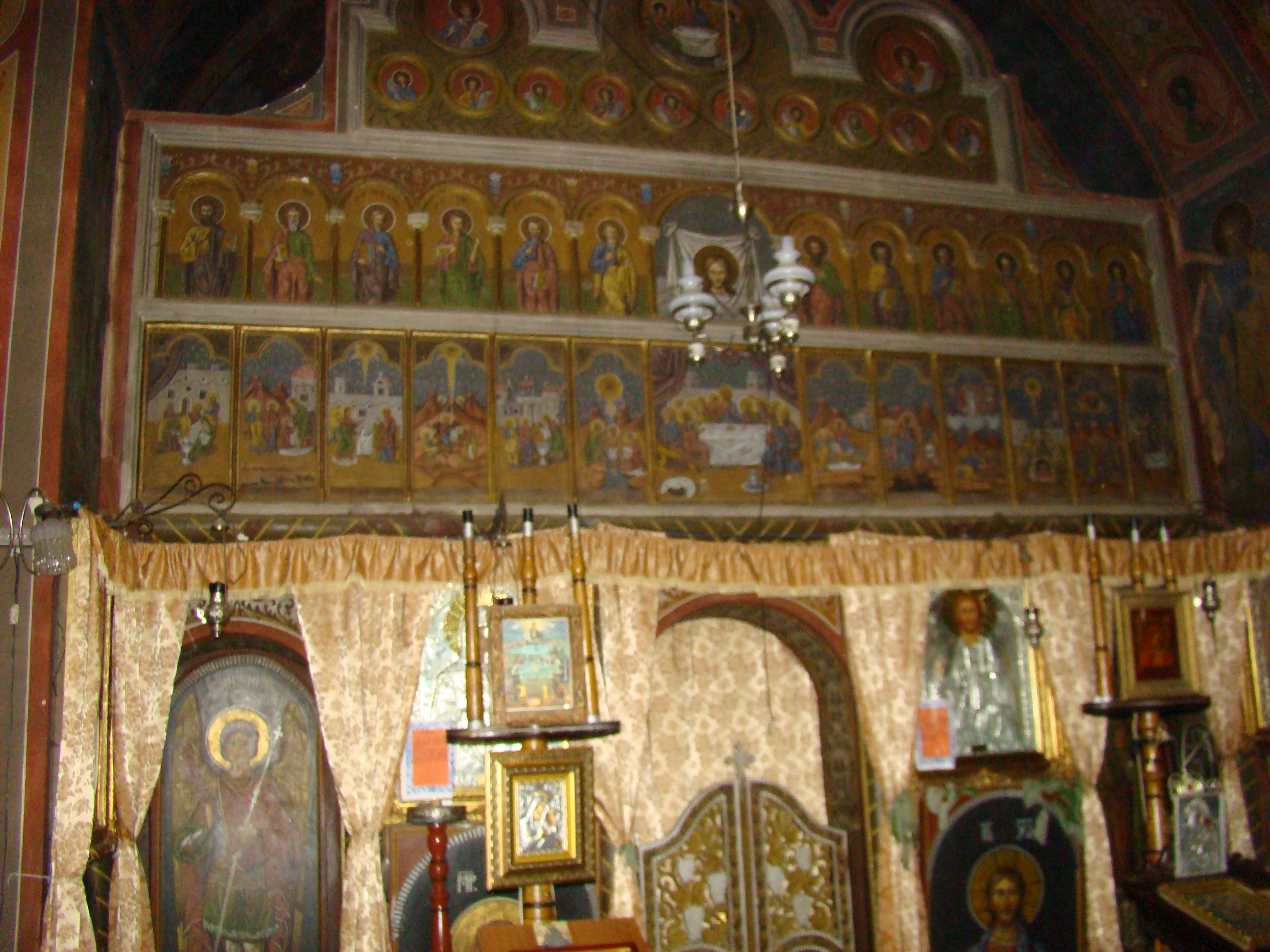
Iconostasul
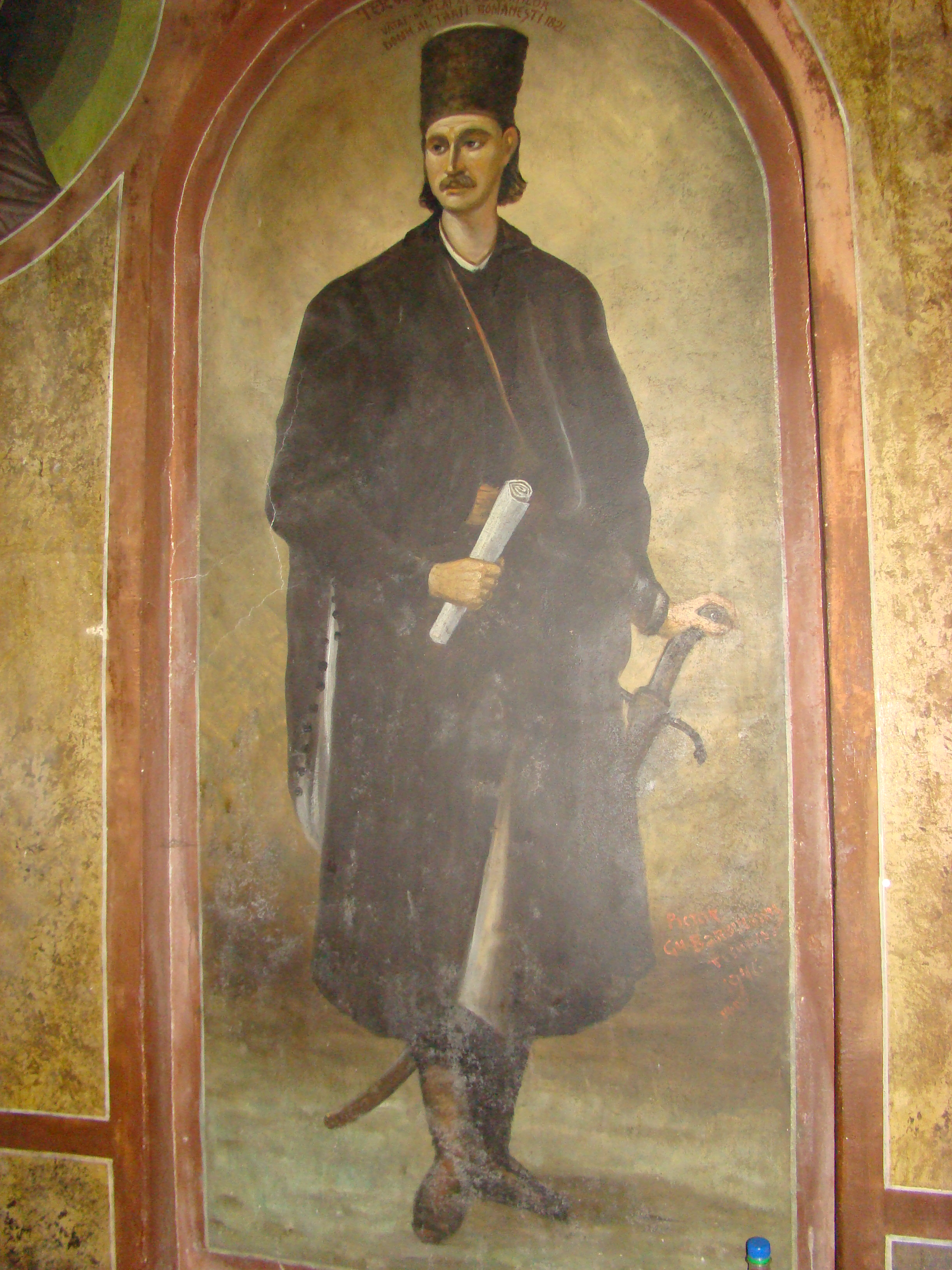
Tudor Vladimirescu pictat în pronaosul bisericii